# Воднянци (област Видин)
 За другото българско село с това име вижте Воднянци (Област Добрич).  
Водня̀нци е село в Северозападна България. То се намира в община Димово, област Видин.

## География
Намира се на около 60 км от Видин в посока Монтана и на 180 км от София. До него лесно може да се стигне с автомобил или с влак по линията София-Видин. Високопланински релеф. В близост се намира язовир Дреновец.

## История
По време на колективизацията в селото е създадено Трудово кооперативно земеделско стопанство „Сталин“ по името на съветския диктатор Йосиф Сталин.

## Население
Преброяване на населението през 2011 г.
Численост и дял на етническите групи според преброяването на населението през 2011 г.:
|                     | Численост | Дял (в %) |
| Общо                | 245       | 100,00    |
| Българи             | 236       | 96,32     |
| Турци               | 0         | 0,00      |
| Цигани              | 0         | 0,00      |
| Други               | 0         | 0,00      |
| Не се самоопределят | 0         | 0,00      |
| Неотговорили        | 6         | 2,44      |

## Културни и природни забележителности
На час път се намират известните Белоградчишки скали, едно от природните чудеса на България. На 13 км от град Димово е пещерата Магурата, а над Гара Орешец се намират множество слабо проучени, но картирани карстови пещери. От две години се проучва пещерата Печ, която по красота съперничи с Магурата. Затворената за влизане пещера Миризливка е уникална с оцветените в наситено синьо сталагмити и сталактити.
В красиви природни местности са построени три туристически хижи – Извор, Планиница и Башовица.
На 3 км от село Гара Орешец по пътя за Белоградчик се намира пещерата Живанина дупка.
В землището на близкото с. Извор се намира единият от двата православни манастира във Видинска област – девическият манастир „Успение на Пресвета Богородица“, който е построен 100 години преди Рилската обител и е свидетел на разпадането на Второто българско царство и османското нашествие.

## Други
Съборът на село Воднянци се провежда всяка първа събота и неделя на месец май.